# Радосинь (літературне об'єднання)
«Радосинь» — українське літературне об'єднання, створене 1992 року. 
Станом на 2015 рік вийшла друком антологія творів членів об'єднання, кілька альманахів, кілька сот їх поетичних, прозових і перекладних книжок. Тривалий час виходив часопис «Радосинь». Близько 80 радосинців стали членами Національної спілки письменників України.

## Люди
З 1992 по 2021 керував об'єднанням Чередниченко Дмитро Семенович.